# Christopher Degelmann
Christopher Degelmann (* 1985) ist ein deutscher Althistoriker. Seine Arbeiten verbinden klassische Altertumswissenschaften mit modernen kultur- und sozialwissenschaftlichen Theorien, um neue Perspektiven auf die Antike zu eröffnen.

## Leben und akademischer Werdegang
Christopher Degelmann studierte Geschichte, Religions- und Literaturwissenschaft und ist derzeit als wissenschaftlicher Mitarbeiter an der Humboldt-Universität zu Berlin tätig. Zuvor forschte er an der Georg-August-Universität Göttingen und am Max-Weber-Kolleg für kultur- und sozialwissenschaftliche Studien.
Seit 2021 ist Degelmann Mitglied der Jungen Akademie an der Berlin-Brandenburgischen Akademie der Wissenschaften und der Leopoldina. Im Jahr 2024 wurde er mit dem Heinz-Maier-Leibnitz-Preis der Deutschen Forschungsgemeinschaft ausgezeichnet, der als einer der bedeutendsten Preise für den wissenschaftlichen Nachwuchs in Deutschland gilt.

## Forschungsschwerpunkte
Degelmanns Forschung konzentriert sich auf die politische Kultur des klassischen Athens, der römischen Republik und der frühen Kaiserzeit. Ein besonderes Interesse gilt der historischen Gerüchteforschung, der Körper- und Geschlechtergeschichte sowie der Religionsgeschichte im antiken Mittelmeerraum. Er integriert postmoderne Theorien in die Altertumswissenschaften, um die Bedeutung des antiken Erbes für das heutige Selbstverständnis zu beleuchten.
In seiner Arbeit untersucht er beispielsweise, wie soziale Mechanismen wie Fake News, Gerüchte, Kleidung und Rasuren, Schmähungen gegen Politiker oder soziale Typen wie der „Hipster“ bereits in der Antike eine Rolle spielten. Durch diese Analysen schafft er Verbindungen zwischen historischen und gegenwärtigen Fragestellungen.

## Engagement und Lehre
Neben seiner Forschung ist Degelmann als Gastprofessor für Alte Geschichte mit dem Schwerpunkt Medialität und Digitalität an der Humboldt-Universität zu Berlin tätig. Er engagiert sich in verschiedenen Projekten, darunter die Diskussionsreihe „Please Irritate Me!“ und das Kinderbuchprojekt „Young Scientists“.

## Auszeichnungen
- Heinz-Maier-Leibnitz-Preis (2024)[1]
- Gewinner des 5. Antiquity Slam der Berlin-Brandenburgischen Akademie der Wissenschaften (2021)

## Publikationen (Auswahl)
Als Verfasser
- Squalor. Symbolisches Trauern in der politischen Kommunikation der römischen Republik und frühen Kaiserzeit (= Potsdamer altertumswissenschaftliche Beiträge. Band 61). Steiner, Stuttgart 2018.  ISBN 978-3-515-11784-5 (zugleich: Dissertation u. d. T. In squalore esse. Trauerszenen im republikanischen und frühkaiserzeitlichen Rom. Universität Erfurt, 2016).
  - Rezensionen: Christian Reitzenstein-Ronning in: Latomus. Band 78, Nr. 3, 2019, S. 822–825, JSTOR:48763467; Oliver Bräckel in: Arctos. Acta Philologica Fennica. Band 53, 2019, S. 300–302, doi:10.71390/arctos.96077; Simon Lentzsch in: Historische Zeitschrift. Band 310, Nr. 1, 2020, S. 148–150, doi:10.1515/hzhz-2020-1020; Alexandra Eckert in: The Journal of Roman Studies. Band 111, 2021, S. 314 f., JSTOR:27128909.
- Mitautor von Religion in the making: the Lived Ancient Religion approach (2018)
- Politik der Gerüchte und Gerüchte der Politik: Hörensagen, Ruf und öffentliche Meinung in der attischen Demokratie, INDES – Zeitschrift für Politik und Gesellschaft, 1/2023
- Übergehen und übergangen werden – Die Politik der »toga virilis« in der frühen Kaiserzeit. In: Jan B. Meister, Seraina Ruprecht (Hrsg.): Weiblichkeit – Macht – Männlichkeit. Perspektiven für eine Geschlechtergeschichte der Antike. Campus, Frankfurt am Main 2023, ISBN 978-3-593-51661-5, S. 279 ff.
- Die geistesgelehrten sind ein herzlich unbedeutendes element - eine handschriftliche widmung manfred fuhrmanns fur alfred HeuB, in: Museum Helveticum, 2020-12, Vol.77 (2), p.229-250

Als Herausgeber
- mit Jörg Rüpke: Narratives as a Lens into Lived Ancient Religion, Individual Agency and Collective Identity (= Religion in the Roman Empire. Band 1, Nr. 3). Mohr Siebeck, Tübingen 2015, OCLC 934167713.
- mit Lucia Cecchet, Maik Patzelt: The Ancient War’s Impact on the Home Front. Cambridge Scholars Publishing, Newcastle upon Tyne 2019, ISBN 978-1-5275-3776-7.
- mit Jan-Markus Kötter: Zwischen Tradition und Innovation. Zum ambivalenten Umgang mit Kontingenzen in der mittleren römischen Republik. J. B. Metzler, Berlin 2024, ISBN 978-3-662-67238-9.